# Gonomyia (Leiponeura) alboannulata
Gonomyia (Leiponeura) alboannulata is een tweevleugelige uit de familie steltmuggen (Limoniidae). De soort komt voor in het Oriëntaals gebied.